# Стрелково (Болгария)
Стрелково (болг. Стрелково) — село в Болгарии. Находится в Силистренской области, входит в общину Кайнарджа. Население составляет 23 человека.

## Политическая ситуация
В местном кметстве Средиште, в состав которого входит Стрелково, должность кмета (старосты) исполняет Георги Петков Василев (Болгарский земледельческий народный союз (БЗНС)) по результатам выборов правления кметства.
Кмет (мэр) общины Кайнарджа — Любен Жеков Сивев (инициативный комитет) по результатам выборов в правление общины.